# Anne Kerylen
Anne Kerylen est une actrice et directrice artistique française, née le 6 décembre 1943 à Lille (Nord), et morte le 23 mars 2021 à Ville-d'Avray (Hauts-de-Seine), spécialisée dans le doublage.

## Biographie
Passionnée très tôt par le théâtre, Anne Kerylen monte sa première pièce à l'adolescence. Sur l'insistance de ses parents, elle poursuit des études de lettres à l'Université de Lille pour devenir professeur de français, latin et grec. Elle suit en parallèle les cours d'art dramatique du conservatoire de la ville dont elle sort deux fois primée. Elle se contente un temps de pratiquer le théâtre en amateur puis quitte finalement l'enseignement pour honorer un engagement à la télévision et s'installer à Paris,.
Anne Kerylen fait un passage assez bref devant la caméra. Après l'avoir vu dans le feuilleton Les Gens de Mogador, les téléspectateurs la retrouvent dans la pièce La Mare aux canards diffusée dans le cadre de l'émission Au théâtre ce soir.
À partir de 1978, elle travaille essentiellement dans le doublage. Elle devient une des voix familières du petit écran grâce à son interprétation de Clio dans le dessin animé Albator, le corsaire de l'espace et à ses prestations pour de nombreuses séries américaines à succès (Drôles de dames, La Petite Maison dans la prairie, Santa Barbara, Dynastie, Les Feux de l'amour, Côte Ouest...). Elle assure également la direction artistique de plateaux de doublages pour Télétota et Dubbing Brothers notamment.

## Théâtre
- 1971 : Vos gueules, les mouettes !, de Robert Dhéry, mise en scène Robert Dhéry, Théâtre des Variétés : Mme Le Marlec
  - 1972 : Les Parents terribles de Jean Cocteau (co-mise en scène Cyril Robichez, Noel Simsolo), T P F Lille  Madeleine
- 1972 : Madame Pauline, comédie musicale de Darry Cowl d'après La Maison de Zaza de Gaby Bruyère, mise en scène Darry Cowl, Théâtre des Variétés : Lola
- 1973 : Scandale à Chinon, adaptation par Jean Cau de No Sex Please, We're British de Alistair Foot et Anthony Marriott, mise en scène Michel Roux, Théâtre Fontaine
- 1974 : La Mare aux canards, de Marc-Cab et Jean Valmy, mise en scène Robert Manuel, Théâtre Marigny : Barbara
- 1976 : Raz de marée, de Michel le Bihan, mise en scène Pierre Fabrice, Théâtre de la Cité internationale
- 1977 : Une aspirine pour deux, de Woody Allen, mise en scène Francis Perrin, tournée Karsenty-Herbert
- 1979 : Les Vignes du seigneur, de Robert de Flers et Francis de Croisset, mise en scène Francis Joffo, Théâtre des Célestins, tournée Karsenty-Herbert
- 2010 : Compartiment fumeuse, de Joëlle Fossier, mise en scène Nicolas Malrone, Aire Falguière

## Filmographie

### Cinéma
- 1969 : Pano ne passera pas, de Danielle Jaeggi et Ody Roos
- 1970 : Celeste, de Michel Gast
- 1973 : Je suis frigide... pourquoi ?, de Max Pécas : Eva
- 1975 : Véronique ou l'été de mes 13 ans, de Claudine Guillemin : Michèle

### Télévision
- 1970 : Les Disparus de Rambouillet, épisode de la série télévisée La Brigade des maléfices : Madame Demartin
- 1972 : Les Gens de Mogador, série télévisée
- 1974 : Au théâtre ce soir : La Mare aux canards, de Marc Cab et Jean Valmy, mise en scène Robert Manuel, réalisation Georges Folgoas, Théâtre Marigny : Barbara
- 1977 : La Famille Cigale, série télévisée de Jean Pignol
- 1986 : Claire, téléfilm de Lazare Iglesis
- 1987 : 1996, épisode de la série télévisée Série noire de Marcel Bluwal : la présentatrice
- 1992 : La Femme abandonnée, série télévisée d'Édouard Molinaro : Gaby

## Doublage

### Cinéma

#### Films
- Molly Cheek dans :
  - American Pie (1999) : Mme Levenstein
  - American Pie 2 (2001) : Mme Levenstein
  - American Pie : Marions-les ! (2003) : Mme Levenstein
- Lois Chiles dans :
  - Gatsby le Magnifique (1974)[5] : Jordan Baker
  - Mort sur le Nil (1978) : Linnet Ridgeway-Doyle
- 1946[6] : Cape et poignard : Gina (Lilli Palmer)
- 1962[7] : Requiem pour un champion : Grace Miller (Julie Harris)
- 1963[6] : Le croque-mort s'en mêle : Amaryllis Trumbull (Joyce Jameson)
- 1972 : Ludwig ou le Crépuscule des dieux : Élisabeth d'Autriche (Romy Schneider) - scènes supplémentaires
- 1975[8] : Les Dents de la mer : Mrs Kintner (Lee Fierro)
- 1977 : L’Espion qui m’aimait : Miss Moneypenny (Lois Maxwell)
- 1977 : La Fièvre du samedi soir : Lucille (Ellen March) (1er doublage)
- 1977 : Le Cercle infernal : 3 voix secondaires
- 1978 : L'Amour en question : (voix française de Bibi Anderson)
- 1978[5] : La Grande Menace : Patricia (Marie-Christine Barrault)
- 1978 : Un mariage : Shelby Munker (Marta Heflin)
- 1979 : Moonraker : l'hôtesse du jet privé (Leila Shenna)
- 1979 : Une langouste au petit-déjeuner : Monique Dubois (Janet Agren)
- 1979 : Brigade des anges : officier Elaine Brenner (Robin Greer)
- 1980 : Sursis pour l'orchestre : Olga (Christine Baranski)
- 1981 : Les Bourlingueurs : Sally Gibson (Lesley Ann Warren)
- 1982 : Ténèbres : Jane (Veronica Lario)
- 1982 : 48 heures : Sally (Denise Crosby)
- 1985 : Cluedo : Yvette (Colleen Camp)
- 1985 : Le Pacte Holcroft : Helden von Tiebolt / Helden Tennyson (Victoria Tennant)
- 1986 : House : Tanya (Mary Stävin)
- 1987 : Running Man : Brenda (Karen Leigh Hopkins)
- 1988 : Héros : Dr Haskins (Christine Wagner)
- 1990 : 48 heures de plus : la barmaid (Cathy Haase)
- 1990 : Le Flic de Miami : Ellita Sanchez (Nora Dunn)

### Télévision

#### Séries télévisées
- 1978 : Le Club des Cinq : Tante Cécile (Sue Best)
- 1979 : Buck Rogers : Princesse Ardala (Pamela Hensley)
- 1979 : Drôles de dames : Tiffany Welles (Shelley Hack)
- 1980 : Les Feux de l'amour : Jill Foster (Deborah Adair)
- 1981 : La croisière s'amuse : Linda (Jamie Lee Curtis)
- 1982 : La Petite Maison dans la prairie : Sarah Carter (Pamela Roylance)
- 1983 : Falcon Crest : Diana Hunter (Shannon Tweed)
- 1983 : Frank, chasseur de fauves : Gloria Marlowe (Cindy Morgan)
- 1984 : Santa Barbara : Summer Blake (Jonna Leigh Stack)
- 1984 : Danse avec moi : Joana Lobato (Betty Faria)
- 1985 : Dynastie : Duchesse Elena du Branagh (Kerry Armstrong)
- 1987 : Les Feux de l'amour : Jill Abbott (Jess Walton)
- 1988 : Côte Ouest : Laura Avery Sumner (Constance McCashin)
- 1989 : Paper Dolls : Julia Blake (Joan Hackett)
- 1992 : Beverly Hills : Samantha Sanders (Christine Belford)
- 1997 : Sunset Beach : Alex Mitchum (Barbara Mandrell)
- 1999 : Rude Awakening : Sydney « Syd » Gibson (Beverly D'Angelo)
- 2000 : Diagnostic : Meurtre : Dr Beverly Wesley (Joanna Cassidy)
- 2002 : Odyssey 5 : Paige Taggart (Gina Clayton)
- 2002 : Deux blondes et des chips : "Flo" Henshaw (Beverley Callard)
- 2005 : Huff : Isabelle « Izzy » Huffstold (Blythe Danner)
- 2006 : Rome : Servilia (Lindsay Duncan)
- 2007 : Into the West : Esther Wheeler (Jane Goold)
- 2007 : Big Love : Adaleen Grant (Mary Kay Place)
- 2010 : Modern Family : Barb Tucker (Celia Weston)

#### Séries télévisées d'animation
- 1980 : Albator, le corsaire de l'espace : Clio (Miimé)
- 1985 : Transformers : Elita-1, Marissa Faireborn
- 1986 : Lady Oscar : Comtesse du Barry
- 1989 : Sous le signe des Mousquetaires : Narratrice / Milady / Anne d'Autriche
- 1989 : Gwendoline : Baronne de Wibbury, Patricia
- 1989 : La Tulipe noire : Marie-Antoinette
- 1990 : Sophie et Virginie : Madame Lassart

### Téléfilms
- 1983 : Meurtre au champagne : Christine Shannon, un témoin (Shera Danese)
- 1986 : La Griffe du destin : Luba Tcherina (Marisa Berenson)
- 1987 : Les Roses rouges de l'espoir : Ella (Betty Buckley)
- 2002 : Souvenirs d'amour : Maggie Webber (Jacqueline Bisset)
- 2007 : Guerre et Paix : Comtesse Rostov (Hannelore Elsner)

## Direction artistique

### Film d'animation
- 1983 : Le Noël de Mickey (2e doublage, 1992)

### Télévision
- 1990 : Générations
- 1991 : Petite Fleur
- 1991 : Woof!
- 1994 : Une nounou d'enfer
- 1994 : Une rue du tonnerre (en) (Thunder Alley)
- 1994 : Viper
- 1998 : L'Île fantastique
- 2001 : Bette
- 2001 : Psi Factor, chroniques du paranormal
- 2002 : Deux blondes et des chips
- 2008 : Un été pour grandir
- 2009 : Scotland Yard, crimes sur la Tamise

### Série d'animation
- 2003 : Stuart Little